# Eulepida montana
Eulepida montana är en skalbaggsart som beskrevs av Hermann Julius Kolbe 1894. Eulepida montana ingår i släktet Eulepida och familjen Melolonthidae. Inga underarter finns listade i Catalogue of Life.